# Octonoba senkakuensis
Octonoba senkakuensis là một loài nhện trong họ Uloboridae.
Loài này thuộc chi Octonoba. Octonoba senkakuensis được Hajime Yoshida miêu tả năm 1983.